# Fairview (Oklahoma)
Fairview è un comune degli Stati Uniti d'America, capoluogo della Contea di Major, nello Stato dell'Oklahoma.